# Vriesea drepanocarpa
Vriesea drepanocarpa là một loài thuộc chi Vriesea. Đây là loài đặc hữu của Brasil.